# Willisau Land
Willisau Land foi uma comuna da Suíça, no Cantão Lucerna, com cerca de 4.042 habitantes. Estendia-se por uma área de 37,80 km², de densidade populacional de 107 hab/km². Confinava com as seguintes comunas: Alberswil, Ettiswil, Gettnau, Grosswangen, Hergiswil bei Willisau, Luthern, Menznau, Ufhusen, Willisau Stadt, Zell.
A língua oficial nesta comuna era o Alemão.

## História
Em 1 de janeiro de 2006, passou a formar parte da nova comuna de Willisau.